# Spodnja Ščavnica
Spodnja Ščavnica – wieś w Słowenii, w gminie Gornja Radgona. W 2018 roku liczyła 470 mieszkańców.